# Lothar Hyss

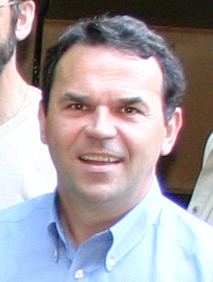
Lothar Hyss

Lothar Hyss (* 5. März 1960 in Friedrichsfelde, Kreis Oppeln, Schlesien; † 19. März 2022 in Everswinkel) war Historiker und seit 1998 Direktor des Westpreußischen Landesmuseums.

## Leben
Da der Vater von Lothar Hyss zu den deutschen Spezialisten gehörte, die Polen zum Aufbau Schlesiens benötigte, erfolgte die Übersiedlung nach Deutschland spät. Hyss sprach Polnisch als zweite Muttersprache. Nach dem deutschen Abitur studierte er Kunstgeschichte in Bonn und arbeitete danach zehn Jahre lang als wissenschaftlicher Mitarbeiter im Haus Schlesien in Königswinter.
Seine Dissertation an der Rheinischen Friedrich-Wilhelms-Universität Bonn reichte er 1996 ein.
Am 1. April 1998 übernahm Hyss von Hans-Jürgen Schuch die Position des Museumsdirektors des damals im Drostenhof in Münster-Wolbeck angesiedelten Westpreußischen Landesmuseums. Während seiner Tätigkeit baute Hyss Kooperationen mit Museen im ehemaligen Westpreußen auf, unter anderem mit Danziger Museen wie dem Nationalmuseum und dem Historischen Museum der Stadt Danzig.
Darüber hinaus betreute er die Außenstelle des Westpreußischen Landesmuseums in Krockow.
Unter seiner Leitung fand das Westpreußische Landesmuseum 2014 seine neue Heimat im ehemaligen Franziskanerkloster in Warendorf. Im April 2021 ging Lothar Hyss aus gesundheitlichen Gründen in den Ruhestand.
Er war seit 2001 Ordentliches Mitglied der Historischen Kommission für ost- und westpreußische Landesforschung und lud 2016 gemeinsam mit der genannten Kommission und der Copernicus-Vereinigung im Westpreußischen Landesmuseum in Warendorf zu einer Tagung über das Thema „Erinnerungskultur und Museen am Beispiel des Preußenlandes“ ein.

## Ausstellungen
Von Lother Hyss gestaltete Ausstellungen im Westpreußischen Landesmuseum:
- “Quis ut Deus”. Kunst zur Zeit des Deutschen Ordens. Schätze aus dem Diözesanmuseum in Pelplin.
- Danziger Malerei des 19. Jahrhunderts. Aus den Beständen des Nationalmuseums Danzig, Fragmente der Vergangenheit.
- Das Marienburger Schlossmuseum zu Gast in Westfalen und Franken (in Zusammenarbeit mit dem Kulturzentrum Ostpreußen Ellingen)
- Der Maler und Lithograph Ernst Kolbe (1876 Marienwerder – 1945 Rathenow), 2009 und 2014[4][5]
- Bernstein – das Gold der Ostsee. In Zusammenarbeit mit dem Bernsteinmuseum des Historischen Museums der Stadt Danzig.

## Veröffentlichungen
- 1997: Johann Wolfgang von Goethe und das Residenzschloß zu Weimar: die Geschichte vom Wiederaufbau des Weimarer Residenzschlosses in den Jahren 1789–1803
- 2012: Ernst Kolbe: ein Impressionist aus Westpreußen
- zahlreiche Veröffentlichungen in der Schriftenreihe des Westpreußischen Landesmuseums